# 海岛大亨6
《海岛大亨6》是一款由Limbic Entertainment开发，Kalypso Media发行的模拟建筑和经营类游戏，遊戲於2019年3月29日發售。

## 外部連結
- 官方网站